# ستاپاری
ستاپاری (به صربی: Stapari) یک منطقهٔ مسکونی در صربستان است که در ناحیه زلاتیبور واقع شده‌است.